# Supercoupe de Chypre féminine de volley-ball
La Supercoupe de Chypre de volley-ball féminin est une compétition de volley-ball qui oppose, au début de chaque saison, le tenant du titre et le tenant de la coupe.

## Palmarès
| Année | Vainqueur             | Score                                     | Finaliste             |
| ----- | --------------------- | ----------------------------------------- | --------------------- |
| 1993  | Anorthosis Famagouste | 3 – 1 (15-5, 16-14, 12-15, 15-10)         | AEL Limassol          |
| 1994  | Anorthosis Famagouste | 3 – 1 (15-10, 15-10, 9-15, 15-13)         | AEL Limassol          |
| 1995  | AEL Limassol          | 3 – 1 (15-8, 13-15, 15-8, 15-5)           | AEK Larnaca           |
| 1996  | AEL Limassol          | 3 – 1 (15-7, 7-15, 15-12, 15-8)           | Anorthosis Famagouste |
| 1997  | AEL Limassol          | 3 – 0 (15-7, 15-7, 15-6)                  | Apollon Limassol      |
| 1998  | AEL Limassol          | 3 – 0 (15-10, 15-8, 15-7)                 | Apollon Limassol      |
| 1999  | AEL Limassol          | 3 – 0 (25-21, 25-19, 25-18)               | Anorthosis Famagouste |
| 2000  | AEL Limassol          | 3 – 0 (25-18, 25-20, 25-20)               | Apollon Limassol      |
| 2001  | AEK Larnaca           | 3 – 0 (25-20, 25-22, 25-23)               | AEL Limassol          |
| 2002  | Anorthosis Famagouste | 3 – 0 (25-23, 25-18, 25-8)                | AEL Limassol          |
| 2003  | Apollon Limassol      | 3 – 0 (25-16, 25-14, 25-21)               | AEL Limassol          |
| 2004  | Anorthosis Famagouste | 3 – 0 (25-19, 27-25, 25-22)               | AEL Limassol          |
| 2005  | AEL Limassol          | 3 – 2 (25-14, 20-25, 26-24, 24-26, 17-15) | Anorthosis Famagouste |
| 2006  | AEL Limassol          | 3 – 1 (23-25, 25-18, 25-23, 25-21)        | Anorthosis Famagouste |
| 2007  | AEL Limassol          | 3 – 1 (25-20, 15-25, 25-15, 25-17)        | AEK Larnaca           |
| 2008  | AEL Limassol          | 3 – 0 (25-22, 25-19, 25-19)               | Anorthosis Famagouste |
| 2009  | AEL Limassol          | 3 – 0 (25-20, 25-19, 28-26)               | Anorthosis Famagouste |
| 2010  | Anorthosis Famagouste | 3 – 2 (22-25, 25-21, 22-25, 25-21, 15-11) | AEL Limassol          |
| 2011  | AEL Limassol          | 3 – 1 (15-25, 25-23, 25-21, 25-19)        | Apollon Limassol      |
| 2012  | Anorthosis Famagouste | 3 – 1 (20-25, 25-23, 25-17, 25-15)        | AEL Limassol          |
| 2013  | Apollon Limassol      | 3 – 0 (25-22, 25-23, 25-18)               | Anorthosis Famagouste |
| 2014  | Apollon Limassol      | 3 – 0 (25-22, 25-20, 26-24)               | AEK Larnaca           |
| 2015  | Apollon Limassol      | 3 – 2 (22-25, 19-25, 25-14, 25-15, 15-8)  | AEK Larnaca           |
| 2016  | Apollon Limassol      | 3 – 2 (21-25, 23-25, 25-12, 25-19, 16-14) | AEL Limassol          |
| 2017  | Anorthosis Famagouste | 3 – 1 (23-25, 26-24, 25-23, 25-20)        | Apollon Limassol      |
| 2018  | Anorthosis Famagouste | 3 – 2 (22-25, 25-16, 17-25, 25-18, 17-15) | AEK Larnaca           |
| 2019  | Anorthosis Famagouste | 3 – 1 (23-25, 25-23, 25-19, 25-22)        | AEL Limassol          |

## Bilan par club
| Club                  | Titres | Ville      | Année                                                                  |
| --------------------- | ------ | ---------- | ---------------------------------------------------------------------- |
| AEL Limassol          | 12     | Limassol   | 1995, 1996, 1997, 1998, 1999, 2000, 2005, 2006, 2007, 2008, 2009, 2011 |
| Anorthosis Famagouste | 9      | Famagouste | 1993, 1994, 2002, 2004, 2010, 2012, 2017, 2018, 2019                   |
| Apollon Limassol      | 5      | Limassol   | 2003, 2013, 2014, 2015, 2016                                           |
| AEK Larnaca           | 1      | Larnaca    | 2001                                                                   |